# Benoît Lutgen
Benoît M.A.J. Lutgen (Bastenaken, 10 maart 1970) is een Belgisch politicus en voormalig partijvoorzitter van de Waalse partij Centre Démocrate Humaniste (cdH), sinds maart 2022 Les Engagés genaamd.

## Biografie
Lutgen studeerde voor korte tijd aan de ULB en volgde een talenopleiding in Groot-Brittannië, maar behaalde geen hoger diploma. Hij ging vervolgens aan de slag in de voedingssector, als controle- en planningsverantwoordelijke bij Unilever in de vestiging van Marche-en-Famenne. In 1997 werd hij als zelfstandig adviseur actief in de sector van de organisatie van evenementen en conferenties en van 1998 tot 1999 werkte hij als attaché op het kabinet van zijn vader Guy Lutgen, die toen minister van Landbouw in de Waalse Regering was. Daarnaast was hij coördinator van de vzw Ici Londres, die onder meer een sensibiliseringscampagne opzette rond orgaandonatie.  
In navolging van zijn vader werd Benoît Lutgen eveneens politiek actief voor de toenmalige PSC en was van 1995 tot 1998 voorzitter van de Jeunes PSC-afdeling van het arrondissement Bastenaken. In 1999 was hij eveneens de coördinator van de PSC-campagne in de provincie Luxemburg.
In 2001 werd Lutgen uitgenodigd om in het partijbureau van de PSC te zetelen, als expert in landbouwmateries. Van 2001 tot 2004 was hij secretaris-generaal van deze partij. In deze functie deed voorzitter Joëlle Milquet een beroep op hem om de structuren en het programma van de partij te vernieuwen, hetgeen in 2002 resulteerde in de oprichting van het cdH. Bij de federale verkiezingen van 2003 en de Waalse verkiezingen van 2004 was Lutgen nationaal campagneleider van de partij.
Toen het cdH na de verkiezingen van 2004 in de Waalse regering kwam, werd Lutgen als extraparlementair in deze regering minister van Landbouw, Landelijkheid Leefmilieu en Toerisme, een functie die hij vervulde van juli 2004 tot juli 2009. Bij de federale verkiezingen van juni 2007 was hij als lijstduwer kandidaat in de kieskring Luxemburg. Hij behaalde veel voorkeurstemmen, maar geraakte niet verkozen. Bij de Waalse verkiezingen van 2009 werd hij wel verkozen in het Waals Parlement en het Parlement van de Franse Gemeenschap, maar zetelde er niet lang aangezien hij opnieuw toetrad tot de Waalse Regering. Daarin was hij van juli 2009 tot december 2011 minister van Openbare Werken, Landbouw, Landelijkheid, Natuur, Bos en Erfgoed. 
Bij de federale verkiezingen van 2010 werd hij verkozen in de Kamer van volksvertegenwoordigers, maar liet zich als minister in de Waalse Regering van 2010 tot 2011 in dit parlement vervangen. In mei 2014 werd hij herkozen en hij bleef in de Kamer zetelen tot in mei 2019.
In september 2011 volgde Lutgen Joëlle Milquet op als partijvoorzitter van het cdH. In september 2014 werd hij in deze functie herkozen. Als partijvoorzitter voerde Lutgen een resolute centrumkoers en onderhandelde hij na de verkiezingen van 2014 over de regeerakkoorden in het Waals Gewest, de Franse Gemeenschap en het Brussels Hoofdstedelijk Parlement, waarbij het cdH ging samenwerken met de PS. Op federaal niveau weigerde hij mee te werken aan de Zweedse coalitie met het Vlaams-nationalistische N-VA, waardoor de partij daar in de oppositie belandde.
Als partijvoorzitter deelde hij in juni 2017 mee niet langer te willen regeren met de PS in de Waalse Regering, de Franse Gemeenschapsregering en de Brusselse Hoofdstedelijke Regering, nadat die geteisterd werd door de schandalen rond Publifin en Samusocial. Vervolgens vormde hij een nieuwe Waalse Regering met de MR. Aangezien MR en cdH geen meerderheid hadden in het Parlement van de Franse Gemeenschap en het Brussels Hoofdstedelijk Parlement, moesten de partijen voor die regeringen op zoek naar extra coalitiepartners. Nadat zowel Ecolo als DéFI afhaakten, besloot Lutgen in september 2017 te blijven regeren met de PS in de Franse Gemeenschapsregering en de Brusselse Hoofdstedelijke Regering.
In januari 2019 stapte hij op als cdH-voorzitter. Enkele dagen later werd hij opgevolgd door Maxime Prévot. Bij de verkiezingen van mei 2019 trok hij de cdH-lijst voor de Europese verkiezingen en raakte hij verkozen in het Europees Parlement. Lutgen werd er actief in de commissie Vervoer en Toerisme en werd plaatsvervanger in de commissie Landbouw en Plattelandsontwikkeling. Hij bleef in het Europees Parlement zetelen tot in juni 2024.
In juni 2024 werd Lutgen als Luxemburgs lijsttrekker voor Les Engagés, de opvolger van cdH, opnieuw verkozen in de Kamer van volksvertegenwoordigers.
Op lokaal niveau is hij sinds 2012 gemeenteraadslid en burgemeester van Bastenaken. Bij de gemeenteraadsverkiezingen van 2018 nam hij het op tegen een verenigde lijst van de oppositie, aangevoerd door zijn oudere broer Jean-Pierre Lutgen. Benoît Lutgen wist zijn absolute meerderheid in Bastenaken te verstevigen en kon zo burgemeester blijven.

## Eretekens
- België Grootofficier Leopoldsorde, KB 6 juni 2009